# Peter de Castella
Peter de Castella war ein Baumeister und 1590 Bürger von Sonderburg.

## Leben und Wirken
Aufgrund seines Nachnamens wird vermutet, dass Peter de Castella Italiener war, wofür es jedoch keine Belege gibt. Auch Geburts- und Todesdatum sind nicht dokumentiert.
De Castella arbeitete als Baumeister für Herzog Hans den Jüngeren von Schleswig-Holstein-Sonderburg. Das bedeutendste Dokument hierfür ist ein auf den 24. März 1599 datierter Vertrag zwischen beiden Personen und dem Rat der Stadt Sonderburg. Vertragsinhalt war der Ausbau der Sonderburger Marienkirche, die der Maurermeister erweitern sollte. Dafür sollte er 1320 Mark lübisch und ein ledernes Kleid erhalten.
Zum Zeitpunkt des Vertragsabschlusses waren de Castellas Arbeiten an der Marienkirche, die als sein Hauptwerk angesehen werden können, bereits weit fortgeschritten. Der Zeitpunkt des Vertragsabschlusses erscheint daher verwunderlich. De Castella erstellte die Baupläne und übernahm selbst deren Ausführung. Dabei schuf er einen großen Chorgiebel im Stil der Renaissance, der in dieser Form heute nicht mehr besteht. Wie ein Eintrag im Kirchenrechnungsbuch vermuten lässt, hatte der Baumeister finanzielle Probleme. Aus diesem Grund verließ er 1600 plötzlich die Baustelle. Seine Arbeiten stellte am 15. Oktober 1600 ein Meister Jacob fertig.
Zu den weiteren Arbeiten de Castellas gehörte von 1582 bis 1587 der Neubau des Schlosses Glücksburg unter Leitung von Nikolaus Karies. Hier gestaltete er vermutlich die Gewölbe. Außerdem half er beim Wiederaufbau der 1565 durch einen Blitzeinschlag zerstörten Laurentiuskirche in Munkbrarup. 
Während seiner Zeit in Sonderburg leitete de Castella 1589 Instandsetzungsarbeiten an mehreren Kirchen auf Alsen. Dazu gehörte insbesondere 1593 ein Gotteshaus in Oksbøl. Vermutlich übernahm er auch den westlichen Ausbau der Kirche von Dybbøl Sogn. Grund für diese Annahme sind die dortigen, mit Lisenen versehenen Rundbogengiebel, die so auch in Sonderburg zu finden sind.
Neben den Arbeiten an Kirchen arbeitete de Castella als Baumeister an Schloss Sonderburg und an Schloss Brundlund.